# Lohovska Brda
Lohovska Brda es un pueblo ubicado en el municipio de Bihać, en el cantón de Una-Sana, Bosnia y Herzegovina.

## Superficie
Posee una superficie de 7,61 kilómetros cuadrados.

## Demografía
Hasta 2013 la población era de 154 habitantes, con una densidad de población de 20,2 habitantes por kilómetro cuadrado.